# Pierre Swärd
Pierre Olof Swärd, född 23 maj 1954 i Borlänge,  är en svensk organist, med inriktning på framför allt blues, soul och jazz.
Pierre Swärd är en av de mest framträdande svenska utövarna på hammondorgel och ingår i gruppen Pierre Swärd Hammond Jazz'n Soul Group. Swärd har flera gånger uppträtt i TV och radio och gjort flera skivinspelningar. Det senaste albumet Slow but Fast kom ut 2013.

## Grupper, konstellationer och samarbeten
- 1963 - The Clifftones
- 196? - The Kids
- 1970 - The Pierre Swärd Trio
- 1971 - Björbo Big Band
- 1973 - Bortalaget (The Far Out Gang)
- 1974 - Soffgruppen
- 1976 - Vågspel
- 1978 - Georg Wadenius
- 1979 - Hot Dogs
- 1980 - Pierre Swärd & Meta Roos
- 1981 - Life
- 1984 - Harrü Lust
- 1987 - The Pierre Swärd Trio (again)
- 1991 - Blacknuss
- 1994 - Ulf Wakenius och Nils-Bertil Dahlander
- 1994 - Pierre Swärd Hammond Jazz 'n' Soul Group
- 1998 - Blues Transfusion
- 2002 - Ulf Wakenius Hammond Jazz Project
- 2002 - NOW